# Slobodan Praljak
Slobodan Praljak (2. ledna 1945, Čapljina, dnes Bosna a Hercegovina – 29. listopadu 2017, Den Haag) byl bosenskochorvatský generál a válečný zločinec, který sloužil v chorvatské armádě a chorvatské radě obrany - armádě Chorvatské republiky Herceg-Bosna v letech 1992 až 1995. Mezinárodním trestním tribunálem pro bývalou Jugoslávii byl v roce 2017 shledán vinným ze spáchání válečných zločinů, zločinů proti lidskosti a porušení ženevských konvencí během Chorvatsko-bosňácké války.
Praljak se v roce 1991 po vypuknutí chorvatské války za nezávislost dobrovolně připojil k nově vzniklým chorvatským ozbrojeným silám. Před válkou i po ní byl technikem, televizním a divadelním režisérem a obchodníkem. Praljak byl v roce 2004 obžalován ICTY a dobrovolně se mu vzdal. V roce 2013 byl spolu s pěti dalšími bosenskochorvatskými činiteli odsouzen za válečné zločiny proti bosenskému obyvatelstvu během chorvatsko-bosňácké války, a byl odsouzen k 20 letům vězení (bez doby, kterou již strávil ve vazbě).
 

29. listopadu 2017 u tohoto soudu v odvolacím procesu pronesl: 
„Suci, Slobodan Praljak nije ratni zločinac. S prijezirom odbacujem vašu presudu.“ /překlad: Soudci, Slobodan Praljak není válečný zločinec. S pohrdáním odmítám váš rozsudek./

 Poté před zraky všech přítomných vypil zřejmě roztok kyanidu draselného z lahvičky a později zemřel v nemocnici. Cítil se být nevinný, na webu ICTY však figuruje na seznamu zemřelých po procesu či během výkonu trestu.